# Španělsko na Letních olympijských hrách 1952
Španělsko se účastnilo Letní olympiády 1952 ve finských Helsinkách. Zastupovalo ho 27 mužů v 7 sportech.

## Medailisté
| Medaile | Jméno      | Sport             | Soutěž                          |
| ------- | ---------- | ----------------- | ------------------------------- |
| Stříbro | Angel León | Sportovní střelba | Muži 50 metrů libovolná pistole |